# 诺沃塞利察 (奥利伊夫卡市镇)
50°20′28″N 28°37′35″E / 50.34111°N 28.62639°E
诺沃塞利察（烏克蘭語：Новоселиця），是烏克蘭的村落，位於該國北部日托米爾州，由日托米爾區奥利伊夫卡市镇負責管轄，面積27.6平方公里，海拔高度214米，2001年人口55，人口密度每平方公里1.99人。